# Леринські острови
Лери́нські острови (фр. les Îles de Lérins) — група зі середземноморських островів Французької Рив'єри навпроти Канн.
Леринські острови утворюють французький архіпелаг, розташований в Середземному морі, в департаменті Приморські Альпи регіону Прованс — Альпи — Лазурний Берег, на Лазуровому березі.
Два найбільших острови цієї групи: на півночі  острів Сент-Маргеріт (Святої Маргарити), відомий своїм фортом, і на півдні острів Сент-Онора (Святого Гонората), відомий своїм монастирем. 
Кожен з цих головних островів супроводжується нежилим острівцем, відповідно острівцем Традольєр і острівцем Святого Ферреоля. 
Ним керує муніципалітет Канн, що входить до адміністративного округу Грас.
Острови розташовані на південний схід від мису Круазетт, недалеко від міста, відокремлюють затоку Ля Напуль на заході від затоки Жуан на сході.
Архіпелаг також вміщує скелю, що зветься Іло, розташовану на крайньому півдні острова Святого Гонората, що доводить кількість Леринських островів до п'яти.
Їхні мешканці - лерінійці, прикметник, що стосується архіпелагу загалом.

## Історія й легенди

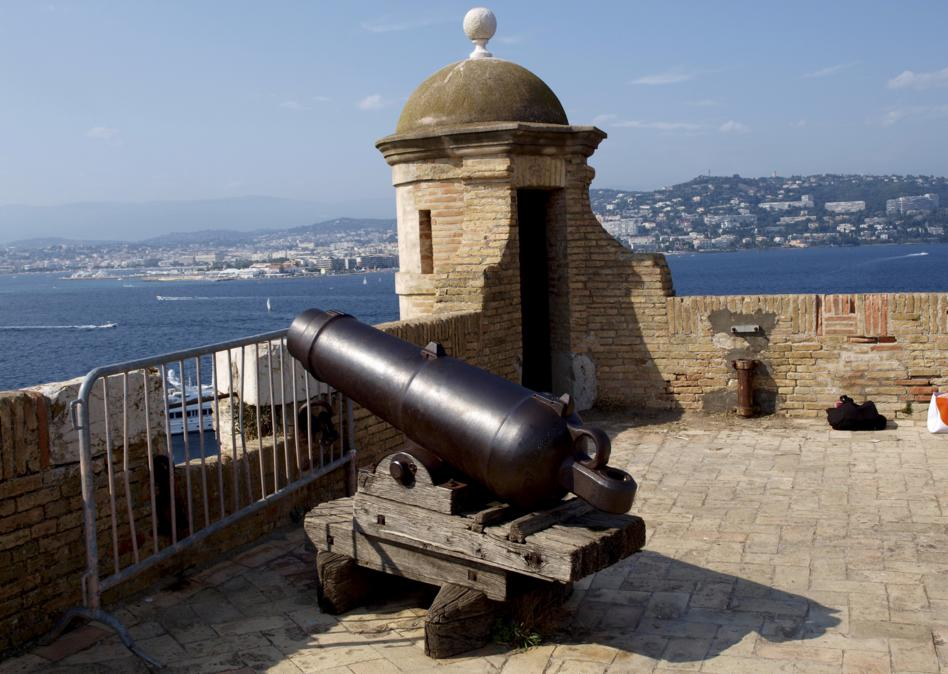
Краєвид на Канни з Форту Руаяль

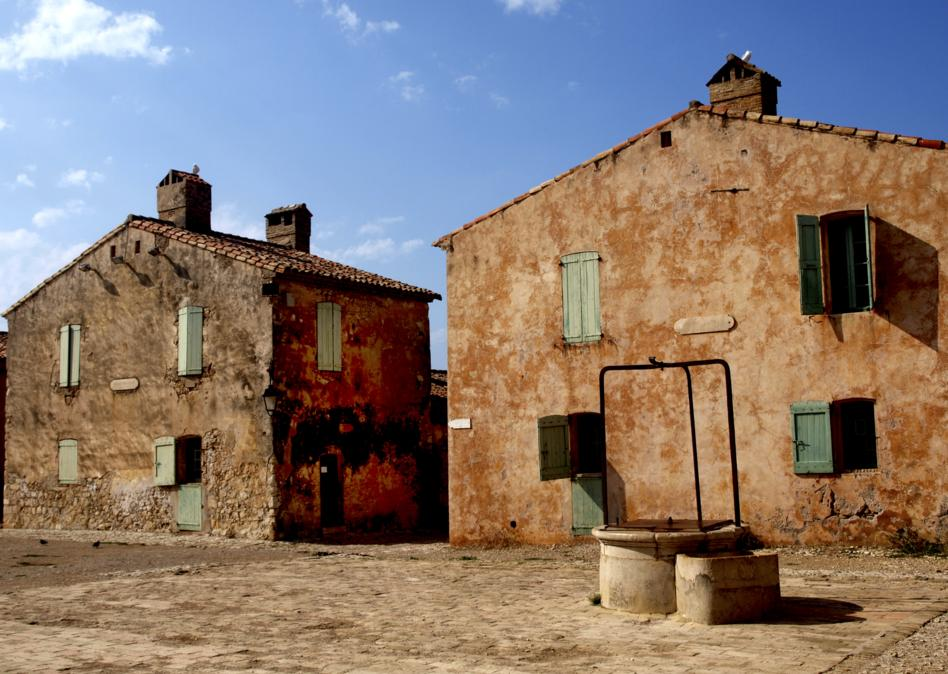
Подвір'я Форту Руаяль

Перші згадки про заселення островів відносяться до часів Римської імперії.
Острів Сент-Онора названий на честь засновника Леринського монастиря, Святого Гонората Арелатського.[джерело?] Монастир був заснований у 410 р. У ньому жив святий Поркарій і, ймовірно, був убитий під час вторгнення сарацин. У V ст., за переказами, у монастирі вчився святий Патрик, покровитель Ірландії.
Укріплений монастир був побудований між XI та XIV ст. Чернеча громада сьогодні живе у монастирі, зведеному в XIX ст.
На острові Сент-Маргеріт у XVII ст. кардиналом Рішельє зведена фортеця Форт Руаяль. Тривалий час використовувалася як державна тюрма. У ній протягом 11 років перебував таємничий в'язень — Людина в залізній масці. Про нього йдеться у книзі Олександра Дюма «Віконт де Бражелон, або Десять років потому».
1707 року Леринські острови були зайняті англійським флотом під командуванням сера Клодслі Шовелля, який блокував військовий порт Тулон, щоб допомогти армії герцога Савойського Віктора Амадея II і його двоюрідного брата Євгена взяти місто. Французький флот затонув.
Під час Французької революції, острови Сент-Маргеріт і Сент-Онора були перейменовані на честь «світських мучеників» Марата і ле Пелет'єра.

## Острів Сент-Маргеріт

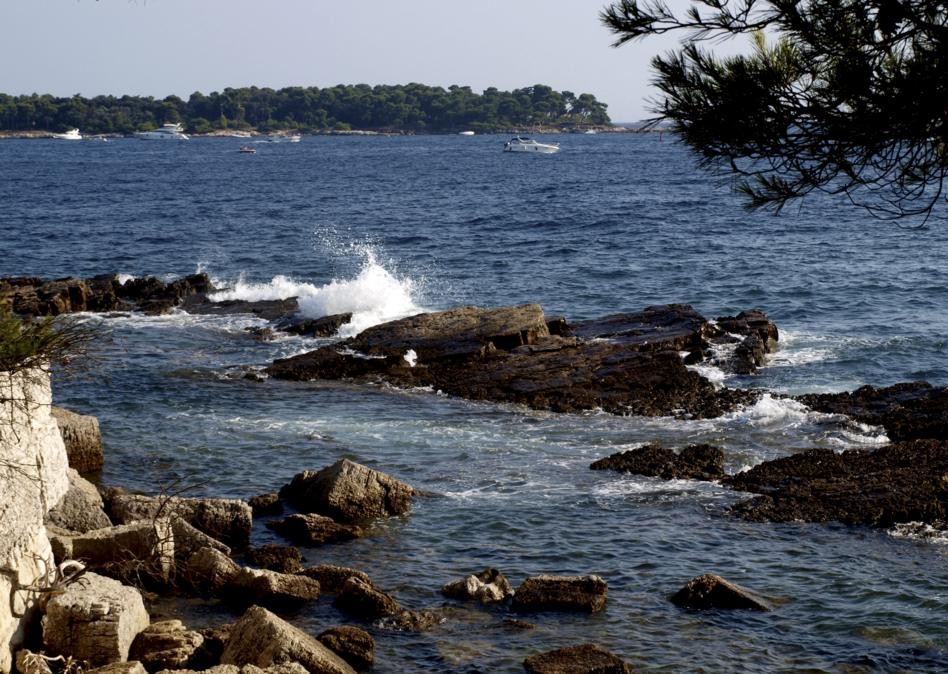
Між островами Сент-Маргеріт і Сент-Онора

На території Форту Руаяль знаходиться Морський музей (фр. Musée de la Mer). У ньому для огляду відкрита камера, у якій була ув'язнена Людина в залізній масці. Таємничий ув'язнений вважався шляхетної крові, але його особа до сих пір так і не була встановлена. У залах музею виставлена багата колекція підводних археологічних знахідок із загиблих кораблів біля берегів острова, у тому числі римська і сарацинська кераміка.
У фортеці розташований Міжнародний центр вітрильного спорту і підводного плавання.
Острів покритий соснами й евкаліптами. Через нього прокладені кілька стежок виключно для пішохідних прогулянок. Найбільша з них — «Ботанічна стежка».
На заході знаходиться ставок з морськими птахами. Для аквалангістів під водою у берега острова огороджена буйками «підводна стежка».
З материком встановлено регулярне сполучення. У літній час проводяться екскурсії (французькою, англійською та іншими європейськими мовами).

## Острів Сент-Онора

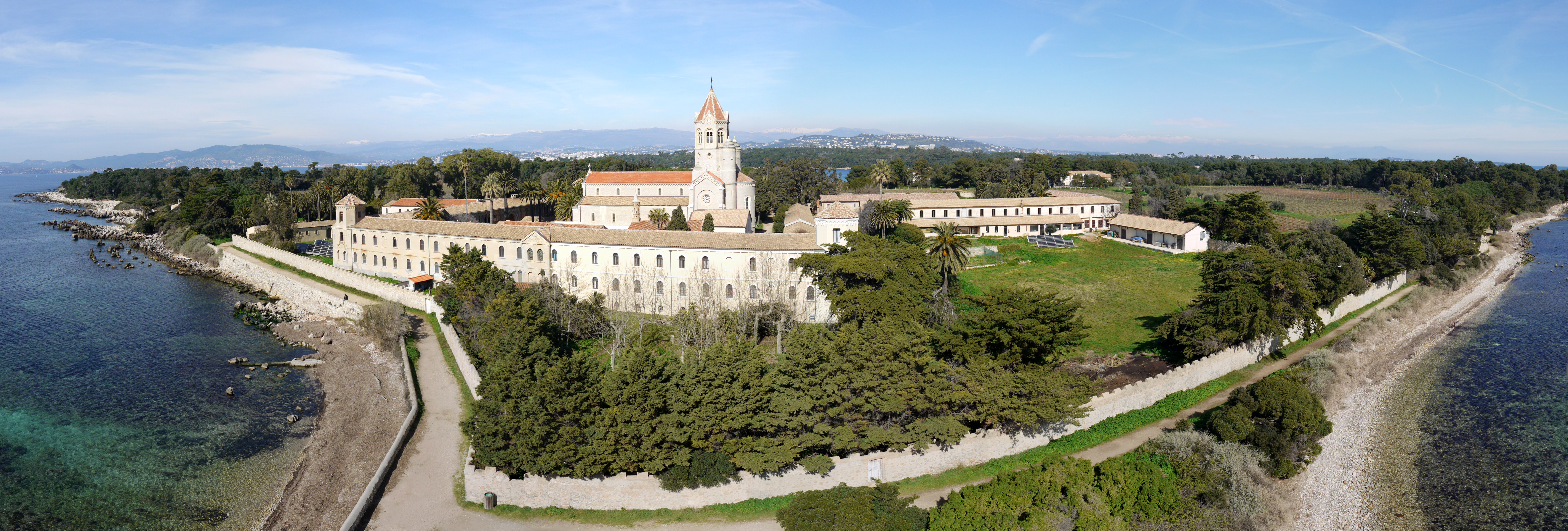
Леринське абастство на острові Сент-Онора

Цистерціанські ченці — єдині мешканці меншого, південного острова Сент-Онора. Монахи жили на острові безперервно з 410 р. з дозволу духовної влади Канн, Мужен і Валлорі. На острові на краю моря знаходяться руїни монастиря ХІ ст. Середньовічні рештки залишилися також у церкві, яка є відкритою для огляду.
Порядок денний ченців складається з молитви і праці. Монахи виробляють червоне і біле вино, мед, лавандову олію і «Lérina», лікер на травах.
До острова з Канн можна дістатися на катері, що відходить від пірса Едуарда.

## Захист спадщини

### Королівський форт
Королівський форт Вобан на острові Сент-Маргеріт ( названо через належність маркізу Себастьяну Ле Престре де Вобану (1633—1707)) класифікується як історична пам'ятка згідно з указом 27 липня 1927 року. Острів є об'єктом, що охороняється декретом 17 березня 1930 року. 
Укріплений замок поблизу монастиря на острові Сент-Онора охороняється як об'єкт історичної спадщини.